# Грэй, Джеймс
Джеймс Грэй (англ. James Gray; род. 14 апреля 1969, Нью-Йорк) — американский кинорежиссёр и сценарист, обладатель «Серебряного льва» Венецианского кинофестиваля. Картины Грэя четырежды входили в основную конкурсную программу Каннского смотра.
Широко известен как постановщик нашумевшего криминального триллера «Ярды», драмы «Любовники» и приключенческой фантастики «Затерянный город Z».

## Биография
Родился 14 апреля 1969 года в Нью-Йорке, штат Нью-Йорк, в еврейской семье университетского профессора и его жены. Дедушка и бабушка Грэя иммигрировали в США из украинского посёлка Старый Острополь, родители бабушки были убиты во время погрома Белой армии. Рос в Куинсе, постоянно прогуливал уроки, посещая кинотеатры.
Посещал школу, расположенную при университете Южной Калифорнии, там же позже получил высшее образование. В университете занимался двойной специализацией: изучением кинопроизводства и кинокритики. Там Грэй впервые увидел картины, потрясшие его — «Мальчика» Нагисы Осимы и несколько работ мастера японского кинематографа Кэндзи Мидзогути. Талант Грэя открыл британский продюсер Пол Уэбстер, посмотревший его курсовую короткометражку «Ковбои и ангелы».
В 1994 году поставил свою первую полнометражную работу — мрачную криминальную драму «Маленькая Одесса», удостоившуюся «Серебряного льва» на Венецианском кинофестивале. За столь успешный дебют и написание сценария к этой картине Грэй выдвигался на премию «Независимый дух». Спустя четыре года снял свой наиболее популярный (и, как признаётся Грэй, самый любимый) фильм — триллер «Ярды» с Марком Уолбергом и Хоакином Фениксом в главных ролях. Лента вышла на экраны только в 2000 году по причине того, что руководство студии Miramax Films (в частности, Харви Вайнштейн) сочло её слишком мрачной и скучной. Вайнштейну было нужно, чтобы она дошла до «Оскара», а в этом он уверен не был.
Следующие два проекта Грэя — «Хозяева ночи» и «Любовники» — вышли на экраны в 2007 и 2008 годах соответственно. Первый был принят в Каннах достаточно прохладно, журналисты называли его «прополицейским». Сам Грэй считает его наиболее безысходным в своей карьере.
В 2013 году уже четвёртая работа Грэя была отобрана в основной конкурс Каннского смотра — историческая драма  "Роковая страсть" (The Immigrant ) . Пресса отзывалась о нём более тепло, чем о предыдущих фильмах режиссёра — Джордан Хоффман, например, писал, что это «лучшая картина такого типа со времён „Америки, Америки“ Элиа Казана».
В 2017 году Грэй представил приключенческую картину «Затерянный город Z» с Чарли Ханнэмом и Робертом Паттинсоном в главных ролях. Фильм рассказывает историю члена Географического сообщества майора Перси Фосетта, который отправляется на поиски Эльдорадо.
Грэй живёт в Лос-Анджелесе с женой Александрой Диксон, документальным режиссёром, и тремя детьми. Поддерживает близкие дружеские отношения с постановщиками своего поколения — Дэвидом Финчером и Полом Томасом Андерсоном.

## Фильмография
- 1994 — «Маленькая Одесса» (режиссёр, сценарист)
- 2000 — «Ярды» (режиссёр, сценарист)
- 2007 — «Хозяева ночи» (режиссёр, сценарист)
- 2008 — «Любовники» (режиссёр, сценарист, продюсер)
- 2013 — «Кровные узы» (сценарист, исполнительный продюсер)
- 2013 — «Роковая страсть» (режиссёр, сценарист, продюсер)
- 2016 — «Затерянный город Z» (режиссёр, сценарист)
- 2019 — «К звёздам» (режиссёр, сценарист, продюсер)
- 2022 — «Время Армагеддона» (режиссёр, сценарист, продюсер)
- TBA — «Бумажный тигр» (режиссёр, сценарист)

## Награды и номинации
- «Конформист»
- «Апокалипсис сегодня» («только благодаря ему и „Бешеному быку“ я понял, что значит быть режиссёром»)
- «Бешеный бык»
- «Головокружение»
- «Рокко и его братья»

- 1994 — «Серебряный лев» Венецианского кинофестиваля («Маленькая Одесса»); участие в основной конкурсной программе.
- 1994 — приз кинокритиков на кинофестивале в Довиле («Маленькая Одесса»).
- 1996 — две номинации на премию «Независимый дух»: лучший сценарий и лучший дебют («Маленькая Одесса»).
- 2000 — участие в основной конкурсной программе Каннского кинофестиваля («Ярды»).
- 2007 — участие в основной конкурсной программе Каннского кинофестиваля («Хозяева ночи»).
- 2008 — участие в основной конкурсной программе Каннского кинофестиваля («Любовники»).
- 2008 — участие в основной конкурсной программе международного кинофестиваля в Чикаго («Любовники»).
- 2008 — номинация на премию «Сезар» за лучший иностранный фильм («Хозяева ночи»).
- 2009 — номинация на премию «Сезар» за лучший иностранный фильм («Любовники»).
- 2010 — номинация на премию «Независимый дух» за лучшую режиссёрскую работу («Любовники»).
- 2013 — участие в основной конкурсной программе Каннского кинофестиваля («Роковая страсть»).